# بوزیر (غار)
غار بوزیر (ترکی آذربایجانی: Buzeyir mağarası) یک سایت باستان‌شناسی و محل اقامت انسانان دور پارینه‌سنگی می‌باشد، که در ساحل چپ رود «زوواندچای»، روی اوج کوه‌های تالش در شهرستان لریک جمهوری آذربایجان قرار دارد.
غار در طی کاوش‌های باستان شناختی‌ای که در سال ۱۹۸۵ به سرپرستی «اسدالله جعفروف» در شهرستان‌های لنکران، لریک و ماسال‌لی انجام گرفت، به همراه وسایل سنگی و استخوان‌های تیز جانوران متعلق به دوره پارینه‌سنگی کشف شد.

## اطلاعات کلی
در نتیجه کاوش‌های باستان شناختی انجام شده در ۱۹۸۵، چند غار، از جمله غار بوزیر در فاصله ۹ کیلومتری بزرگراه لریک به بوزیر کشف شد. این غار که در کرانه چپ رود «زوواندچای» قرار گرفته‌است، با روستای هم‌نامش ۳ کیلومتر فاصله دارد. غار بوزیر با ۱۲ متر طول، ۵–۶ متر عرض و ۲٫۵ متر ارتفاع (از سطح رسوبات) روی اوج کوه‌های تالش واقع است. داخل غار تعدادی سنگ بزرگی وجود دارد، که قبل از شروع حفاری‌ها از سقف پایین ریخته بودند.

## یافته‌ها
در طول حدود ۷۴ کاوش انجام شده در غار، ابزار سنگی و استخوان‌های حیوانات شکار شده توسط انسان‌های دور پارینه‌سنگی یافت گردیده‌اند. از میان یافته‌هایی از این غار می‌توان وسایل سنگی، پنجه‌های جانوران، دستمال سفیدرنگ، ترازو و غیره… را برشمرد.
در نتیجه کاوش‌های سال‌های ۱۹۸۵، ۱۹۹۰ و ۲۰۰۷ ۶ لایه باستان شناختی در غار کشف شد.
اولین لایه با ضخامت ۵ تا ۷ سانتیمتر از لایه سیاه زمین به وجود آمده‌است. در طی حفاری‌ها ظروف سفالی منتسب به دورهای قرون وسطی، برنز و مس‌سنگی به دست آمد.
ضخامت لایه دوم که از گلیسین زرد تشکیل شده‌است، به ۴۰ تا ۴۵ سانتیمتر مر رسد. از این لایه ظروف گلی متعلق به دورهای قرون وسطی، برنز و مس‌سنگی یافت گردیده‌است.
لایه سوم با ضخامت ۳۲ تا ۳۵ سانتیمتر متشکل از گل خاکستری- زرد می‌باشد. بقایای استخوان‌های حیوان‌های شکار شده در کنار ۶ ابزار سنگی از اشیاهای به دست آمده از مجموع این قشر هستند.
چهارمین لایه از خاک خاکستری‌رنگ شکل گرفته‌است که ضخامتش به ۲۵ تا ۳۰ سانتیمتر می‌رسد.
لایه پنجم با ضخامت ۵۰ الی ۵۵ سانتیمتر از خاک زرد مایل به سیاه به وجود آمده‌است. از یافته‌های این لایه می‌توان ۱۲ قطعه استخوان و ۲۳ ابزار سنگی اشاره کرد.
لایه ششم که از خاک زرد کمرنگ تشکیل شده‌است ۳۵ تا ۴۰ سانتیمتر ضخامت دارد. در داخل لایه سنگ‌هایی وجود داشتند که، از سقف پایین ریخته شده‌بودند.
اسدالله جعفرزاده بر این باور بود، که کشف غار بوزیر حکایت از آن دارد، که انسان‌های دور پارینه‌سنگی حدود ۶۰ تا ۸۰ هزار سال پیش در این غار سکونت داشتند.